# Platycercus caledonicus
Platycercus caledonicus là một loài vẹt bản địa Tasmania và các quần đảo trên eo biển Bass. Nó được mô tả bởi nhà tự nhiên học người Đức Johann Friedrich Gmelin năm 1788. Đạt chiều dài 37 cm (14.5 in), đây là loài dài nhất trong chi Platycercus. Hai phân loài hiện đang được công nhận. P. caledonicus có đầu, cổ và các phần dưới thân màu vàng, một vạch đỏ ở khoảng lông trên mỏ và má màu tím-lam. Lông trên lưng chủ yếu có màu đen và lục, đuôi dài màu làm và lục. Cả hai giới có bộ lông tương tự nhau, con mái có màu vàng sậm hơn một chút và có những vệt đỏ nổi bật, cũng như mỏ nhỏ hơn. Con non và chưa trưởng thành có lông chủ yếu màu lục.
Được tìm thấy ở một loạt môi trường sống khác nhau, P. caledonicus là một loài ăn thực vật, ăn hạt cây, quả mọng, quả hạch, trái cây, và hoa, nhưng cũng ăn côn trùng và ấu trùng côn trùng. Chúng xây tổ trong hốc cây. Chúng phổ biến và dễ bắt gặp khắp Tasmania, nên được IUCN xem là một loài ít quan tâm. Phân loài đảo King được phân loại là dễ thương tổn vì môi trường sống của chúng trên đảo đang dần mất đi. 

## Mô tả

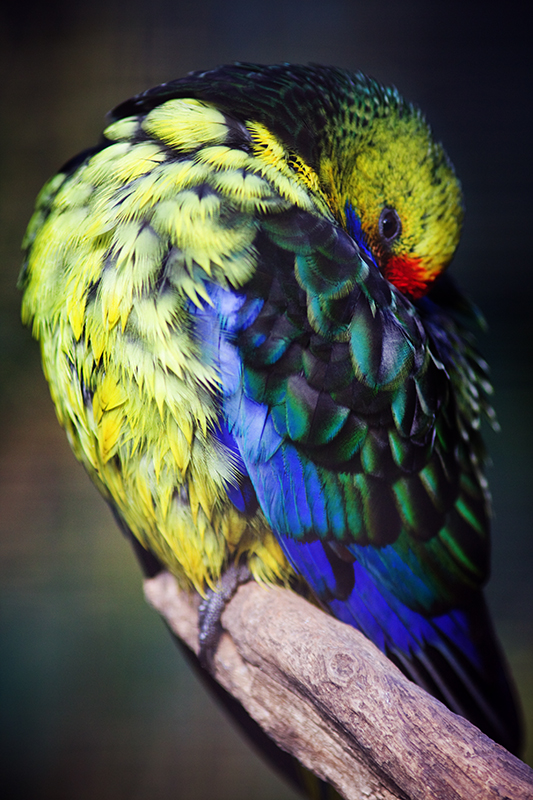
Con trưởng thành.

P. caledonicus trưởng thành dài 29 đến 36 cm (11 đến 14 in), sải cánh 44–54 cm (17–21 in), và một cái đuôi dài với chừng mười hai lông đuôi, hai lông ở trung tâm dài hơn. Chim trống trưởng thành nặng hơn, trung bình khoảng 150 g (5,3 oz) so với con mái là 120 g (4,2 oz), và có mỏ lớn hơn.
P. caledonicus có đầu và phần dưới thân vàng với má màu lam, vạch đỏ ở khoảng lông trên mỏ. Cánh màu đen và lục, với phần rìa và thùy cánh màu lam-tím. Mống mắt nâu, mỏ xám nhạt, còn gốc mỏ xám đậm. Chân màu xám. Phần lông vàng của con mái sậm hơn và thường có những vệt đỏ.